# Simplicité
La simplicité (du latin simplicitas) est la propriété, la condition ou la qualité d'être simple, naturel, et non-combiné. Elle dénote souvent la beauté, pureté, clarté ou spontanéité. Les choses simples sont par définition souvent plus faciles à expliquer et à comprendre que les choses compliquées, la complexité étant l'opposé de la simplicité. La simplicité signifie aussi le fait d'être libéré des efforts et de la confusion, et des choses non indispensables. La simplicité en tant que mode de vie peut aussi référer à la simplicité volontaire.
D'après le rasoir d'Occam, toutes les autres choses étant égales, la théorie la plus simple est la plus sûrement vraie, d'où l'importance du concept de simplicité en épistémologie. D'après Thomas d'Aquin, Dieu est Simplicité divine.
Les membres de la Société religieuse des Amis (quakers) pratiquent le témoignage de simplicité, qui est la simplification de la vie d'un individu dans le but de se concentrer sur les choses les plus importantes et éviter ou abandonner les choses les moins importantes.
En théorie de la cognition, la simplicité est la propriété d'un domaine qui requiert très peu d'informations pour être correctement décrit.
La simplicité est parfois utilisée comme synonyme ou euphémisme (simple, simpliste) de stupidité ou naïveté.

## Philosophie des sciences
La simplicité est un critère méta-scientifique qui évalue des théories concurrentes (voir le rasoir d'Occam et les références). Le concept similaire de parcimonie est aussi utilisé, c'est l'explication qu'un phénomène qui est le moins observé puisse avoir une importance supérieure à un phénomène plus observé.

## Langage
Certains langages construits ont utilisé la simplicité comme but de création. Par exemple, le Toki pona possède seulement 118 mots. L'avantage de la simplicité d'un langage tient en sa facilité d'apprentissage. Un langage performant n'est ni un langage simple ou complexe, mais un langage adapté aux facultés de compréhension propres aux deux parties communicantes.

## Citations
- « La simplicité est la sophistication ultime. » — Leonardo da Vinci (1452–1519)
- « La simplicité est le sceau de la vérité. » (Simplex sigillum veri) — Herman Boerhaave (1668-1738)
- « Nos vies sont gaspillées par les détails ; simplifiez, simplifiez. » — Henry David Thoreau (1817–1862)
- « Les choses devraient être faites aussi simples que possible, mais pas simplistes. » — Albert Einstein (1879–1955)
- « Vous pouvez toujours reconnaître la vérité par sa beauté et sa simplicité. » — Richard Feynman (1918–1988)
- « Si vous ne pouvez pas le décrire simplement, vous ne pouvez pas l'utiliser simplement. » — Anonyme
- « La simplicité de caractère est le résultat naturel d'une profonde réflexion. »— William Hazlitt
- « La simplicité signifie la réussite d'un maximum d'effets avec le minimum de moyens. » — Koichi Kawana, architecte de jardin botanique
- « Simplicité de forme ne signifie pas nécessairement simplicité de l'expérience. » — Robert Morris
- « Tel est, je pense, ce qu’il y a derrière cette apparente, stupéfiante "simplicité", cette idée d’un monde simple, qui se crée seul, et qui n’a aucune, aucune possibilité d’être différent. » Carlo Bordini (à propos du photographe Luigi Ghirri).
- « Mieux vaut le simple qui croit à tout que le sophistiqué qui ne croit à rien. Car en croyant à tout, on en viendra éventuellement à croire aussi au vrai. Tandis que le sophistiqué, en niant tout, niera aussi la vérité » — Nahman de Bratslav
- « Reçois avec simplicité tout ce qui t'arrive. » — Rachi (rabbin français, 11e siècle)|Citation en exergue du film "A Serious Man" (2009), Joel et Ethan Coen )]

### En français
« La simplicité », Études, 2010/9 (Tome 413), p. 235-243.

### En anglais
- Stanford Encyclopedia of Philosophy entry
- Stanford SIMPLIcity image retrieval system, 1999.
- Extensive bibliography for simplicity in the philosophy of science
- Complexity vs. Simplicity
- Beyond Simplicity: Tough Issues For A New Era by Albert J. Fritsch, SJ, PhD
- "On Simple Theories Of A Complex World" by W. V. O. Quine
- Art of Simplicity teachings and writings by Claude R. Sheffield
- The Simplicity Cycle is a graphical exploration of the relationship between complexity, goodness and time.